# Liste des aéroports en Équateur

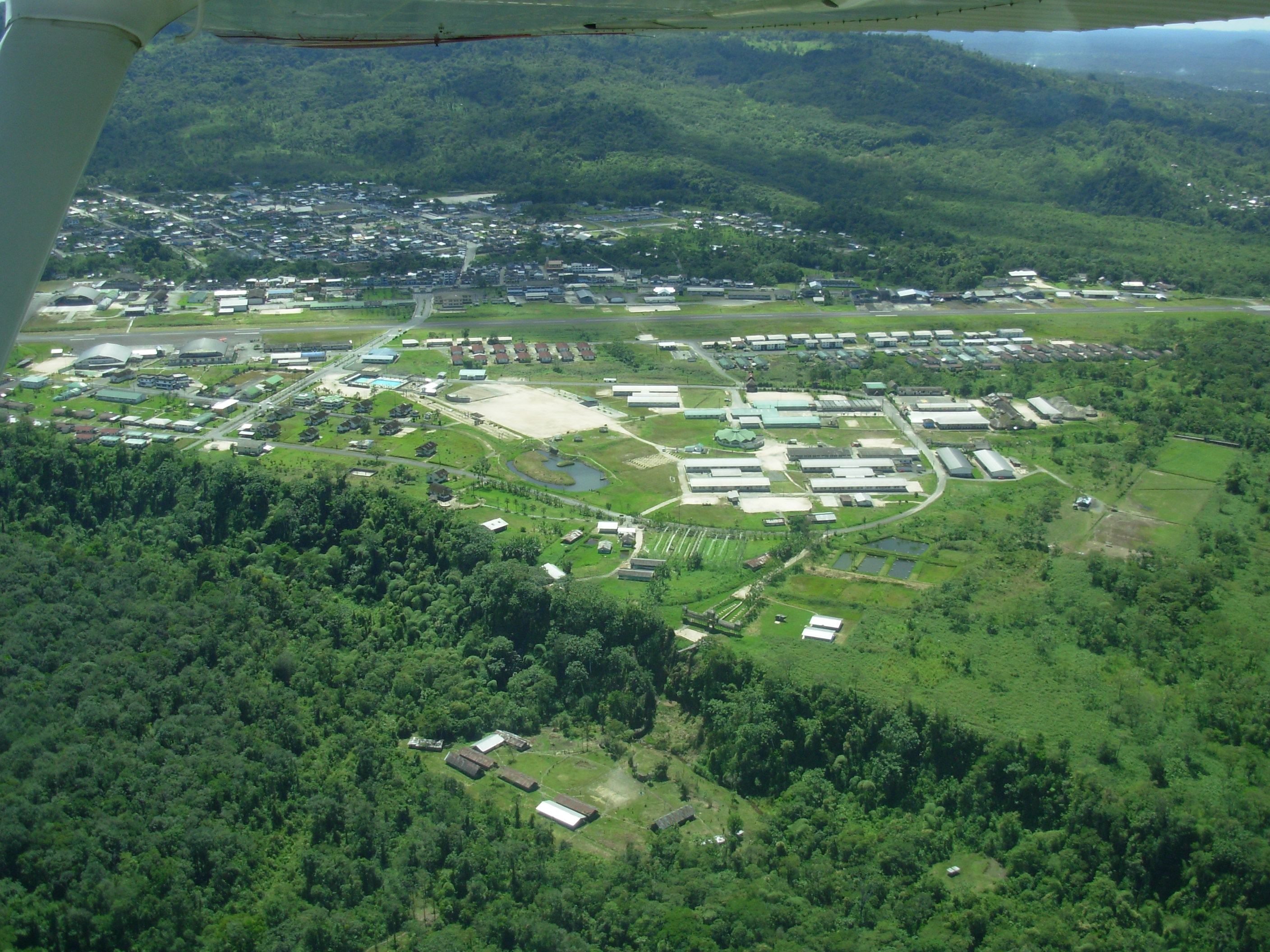
Vue aérienne de l'aéroport de Río Amazonas, de la ville de Shell, à l'est du pays (dans la partie de la carte, à gauche, où aucun aéroport n'est mentionné).

Ceci est une liste des aéroports en Équateur, triés par emplacement.

## Carte
| \| 100 km1:8 036 000 \|Seymour San Cristóbal Cuenca Esmeraldas Guayaquil Latacunga-Cotopaxi Manta Salinas Machala/Santa Rosa Tulcán Quito Coca Lago Agrio Loja Macas |
| 100 km1:8 036 000 |

## Liste
Les aéroports dont le nom est indiqué en caractères gras disposent d'un service régulier avec des compagnies aériennes commerciales.
| Villes d'Équateur                   | Province        | OACI | AITA | Aéroport                                        | Coordonnées                 |
| ----------------------------------- | --------------- | ---- | ---- | ----------------------------------------------- | --------------------------- |
| Aéroports internationaux            |                 |      |      |                                                 |                             |
| Baltra, Îles Galápagos              | Galápagos       | SEGS | GPS  | Seymour                                         | 0° 27′ 14″ S, 90° 15′ 57″ O |
| Cuenca                              | Azuay           | SECU | CUE  | Cuenca-M. Lamar                                 | 2° 53′ 22″ S, 78° 59′ 04″ O |
| Esmeraldas                          | Esmeraldas      | SETN | ESM  | Esmeraldas                                      | 0° 58′ 43″ N, 79° 37′ 36″ O |
| Guayaquil                           | Guayas          | SEGU | GYE  | Guayaquil-J. J.-Olmedo / Simón Bolívar Air Base | 2° 09′ 28″ S, 79° 53′ 01″ O |
| Latacunga                           | Cotopaxi        | SELT | LTX  | Latacunga-Cotopaxi                              | 0° 54′ 25″ S, 78° 36′ 57″ O |
| Manta                               | Manabí          | SEMT | MEC  | Manta-E. Alfaro / Simón Bolívar Air Base        | 0° 56′ 45″ S, 80° 40′ 43″ O |
| Salinas                             | Santa Elena     | SESA | SNC  | Salinas-G. Ulpiano Paez / Salinas Air Base      | 2° 12′ 18″ S, 80° 59′ 20″ O |
| San Cristóbal, Galápagos            | Galápagos       | SEST | SCY  | San Cristóbal                                   | 0° 54′ 37″ S, 89° 37′ 03″ O |
| Santa Rosa                          | El Oro          | SERO | ETR  | Machala/Santa Rosa                              | 3° 26′ 07″ S, 79° 58′ 40″ O |
| Tulcán                              | Carchi          | SETU | TUA  | Tulcán                                          | 0° 48′ 34″ S, 77° 42′ 29″ O |
| Quito                               | Pichincha       | SEQM | UIO  | Quito-M. Sucre / Mariscal Sucre Air Base        | 0° 08′ 28″ S, 78° 29′ 17″ O |
| Aéroports contrôlés                 |                 |      |      |                                                 |                             |
| Ambato (San Juan de Ambato)         | Tungurahua      | SEAM | ATF  | Chachoan Airport                                | 1° 12′ 37″ S, 78° 34′ 27″ O |
| Bahía de Caráquez                   | Manabí          | SEBC | BHA  | Los Perales Airport                             | 0° 36′ 28″ S, 80° 24′ 11″ O |
| Coca (Puerto Francisco de Orellana) | Orellana        | SECO | OCC  | Coca F.-de-Orellana                             | 0° 27′ 46″ S, 76° 59′ 12″ O |
| Gualaquiza                          | Morona-Santiago | SEGZ |      | Gualaquiza Airport                              | 3° 25′ 25″ S, 78° 34′ 00″ O |
| Ibarra                              | Imbabura        | SEIB |      | Atahualpa Airport                               |                             |
| Jipijapa                            | Manabí          | SEJI | JIP  | Jipijapa Airport                                |                             |
| Lago Agrio (Nueva Loja)             | Sucumbíos       | SENL | LGQ  | Lago Agrio                                      | 0° 05′ 33″ N, 76° 52′ 10″ O |
| Loja                                | Loja            | SETM | LOH  | Loja                                            | 3° 59′ 45″ S, 79° 22′ 19″ O |
| Macará                              | Loja            | SEMA | MRR  | José María Velasco Ibarra Airport               | 4° 22′ 41″ S, 79° 56′ 29″ O |
| Macas                               | Morona-Santiago | SEMC | XMS  | Macas-E. Carvajal                               | 2° 17′ 57″ S, 78° 07′ 15″ O |
| Machala                             | El Oro          | SEMH | MCH  | General Manuel Serrano Airport                  |                             |
| Montalvo                            | Pastaza         | SEMO |      | El Carmen Airport                               |                             |
| Pedernales                          | Manabí          | SEPD | PDZ  | Pedernales Airport                              |                             |
| Portoviejo                          | Manabí          | SEPV | PVO  | Reales Tamarindos Airport                       | 1° 02′ 29″ S, 80° 28′ 19″ O |
| Putumayo                            | Sucumbíos       | SEPT | PYO  | Putumayo Airport                                |                             |
| Riobamba                            | Chimborazo      | SERB |      | Chimborazo Airport                              | 1° 39′ 10″ S, 78° 39′ 20″ O |
| Santa Cecilia                       | Sucumbíos       | SECE | WSE  | Santa Cecilia Airport                           | 0° 04′ 15″ N, 76° 59′ 30″ O |
| Shell Mera                          | Pastaza         | SESM | PTZ  | Rio Amazonas Airport                            | 1° 30′ 19″ S, 78° 03′ 46″ O |
| Sucúa                               | Morona-Santiago | SESC | SUQ  | Sucúa Airport                                   | 2° 28′ 15″ S, 78° 10′ 10″ O |
| Taisha                              | Morona-Santiago | SETH | TSC  | Taisha Airport                                  | 2° 22′ 49″ S, 77° 30′ 14″ O |
| Tarapoa                             | Sucumbíos       | SETR | TPC  | Tarapoa Airport                                 | 0° 07′ 21″ S, 76° 20′ 18″ O |
| Taura                               | Guayas          | SETA |      | Taura Air Base                                  | 2° 15′ 36″ S, 79° 40′ 48″ O |
| Tena                                | Napo            | SEJD | TNW  | Jumandy Airport                                 |                             |
| Tiputini                            | Orellana        | SETI | TPN  | Tiputini Airport                                |                             |